# Берёзово (Кунгурский район)
Берёзово — деревня в Кунгурском районе Пермского края в составе Шадейского сельского поселения.

## География
Деревня находится в центральной части Кунгурского района на правом берегу реки Бабка менее чем в 5 километрах от Кунгура на запад.

## Климат
Климат умеренно-континентальный с продолжительной снежной зимой и коротким, умеренно-тёплым летом. Средняя температура июля составляет +17,8 0С, января −15,6 0С. Среднегодовая температура воздуха составляет +1,3 °С. Средняя продолжительность периода с отрицательными температурами составляет 168 дней и продолжительность безморозного периода 113 дней. Среднее годовое количество осадков составляет 539 мм.

## История
Известна с 1719 года как деревня Березова. В Берёзово в 1954—1955 годах снимали фильм «Чужая родня» с известными советскими актёрами Мордюковой и Рыбниковым в главных ролях.

## Население
Постоянное население составляло 23 человека в 2002 году (100 % русские), 39 человек в 2010 году.